# Fransäs
Fransäs (française) är en kontradans i omväxlande 2/4- och 6/8-takt. I en fransäs finns flera (i regel fem eller åtta) turer med dansarna uppställda i en fyrkant eller på två led. 
Den sida som leds av dansledaren är premiär herrsida. Motstående är premiär damsida. Vinkelrätt till höger om dansledaren är second herrsida och till vänster second damsida. I pardansen dansas alltid till höger om mötande. Beteckningen korsning betyder att paret håller varandras händer korsade under turen, medan delning betyder att man släpper varandra och passerar enskilt till höger om mötande.  
Dansen torde ha uppkommit omkring 1745 ur en balett av Jean-Philippe Rameau, undergick ständiga förändringar, och fick sin slutliga form först i början av 1800-talet.
Fransäsen var en av 1800-talets mest uppskattade sällskapsdanser. Musiken hämtades ofta från populära operor och operetter. Vid sekelskiftet 1900 avslutades ofta kvällen vid dansbanorna med en fransäs.
Anföraren skall utropa turerna och i övrigt leda dansen på ett trevligt och omväxlande sätt. Dessutom fanns det lika många variationer på fransäs, som ledare av dansen